# Чоговадзе, Додо
  Додо Чоговадзе (груз. დოდო ჩოგოვაძე, род. 1 февраля 1951 года, Тбилиси, СССР) — советская и грузинская киноактриса.

## Биография
Додо Чоговадзе родилась в 1951 году. В 14 лет сыграла роль царевны Будур в знаменитой киносказке «Волшебная лампа Аладдина», принёсшей ей известность. В 1967 году её портрет попал на обложку журнала «Советский экран», а в ГДР выпустили открытку с её изображением.
Окончила Тбилисский театральный институт.
Преподаватель ритмики на кафедре сценического движения Тбилисского театрального университета.

## Фильмография
- 1963 — Маленькие рыцари — Нана
- 1966 — Волшебная лампа Аладдина — царевна Будур
- 1981 — В небе «ночные ведьмы» — Софико

## Семья
- муж — Давид Шушанин — тбилисский музыкант и певец.
  - Дочь — Нино